# Thierry Dreyfus
Thierry Dreyfus, né en 1960, est un artiste plasticien qui réalise des installations artistiques et lumineuses, des lampes, des objets, des photographies et, comme directeur artistique/scénographe/producteur, des défilés et événements de mode, en Europe, Asie et Amérique du Nord, depuis 1985.

## Biographie

### Jeunesse
Thierry Dreyfus est né en 1960, à Boulogne Billancourt (92) et a grandi dans la région de Chartres (28).
À 19 ans, Il rencontre un éclairagiste de l’Opéra National du Rhin. Il l’assiste, puis évolue aux côtés de plusieurs directeurs artistiques, directeurs lumière et metteurs en scène, en France.

### Carrière

#### Mode
En 1984, le styliste Patrick Kelly, venu assister à une pièce de théâtre mise en lumière par Thierry Dreyfus, lui propose de travailler sur son prochain défilé.
Dans la foulée, il lance, en 1985, sa première agence de production d’événements à Paris, centrée sur la conception et la production de scénographies de défilé.
Au fil des saisons de mode, il développe des collaborations avec France Andrévie, Helmut Lang, Martine Sitbon, Ann Demeulemeester, Walter Van Beirendonck (collection W&LT), Jean-Paul Gaultier et Thierry Mugler,,. Il est aux côtés de John Galliano pour ses premiers défilés, Marc Jacobs pour sa marque (puis pour Louis Vuitton), Hedi Slimane pour Yves Saint Laurent Homme (puis pour Dior Homme), ou encore Karl Lagerfeld pour Fendi,,,,.
En 2001, il devient directeur artistique (et plus tard PDG) de la société de production Eyesight Group (Eyesight Paris et Eyesight Fashion & Luxury NYC),,,. À ce titre, il imagine les concepts, décors, plans et lumières des défilés de talents en devenir (par exemple lors du Festival international de Mode et de Photographie) ou de designers reconnus, et des événements de mode.
En 2002, Pierre Bergé lui donne carte blanche pour diriger le défilé des 40 ans de la maison Yves Saint Laurent, au Centre national d'art et de culture Georges-Pompidou (22 janvier), avec une collection de 300 modèles pour une durée de plus ou moins 90 minutes. En secret, Il invite Catherine Deneuve et Laetitia Casta à chanter lors du final du dernier défilé de Monsieur Saint Laurent,,.
Aujourd'hui, il a à son actif plus de 3 000 défilés de mode. Comme le décrivent plusieurs journalistes, il est toujours à la recherche d’idées nouvelles, de la spécificité de chaque marque et créateur, et du partage d'une émotion,,,,,. Il conçoit des défilés de plus en plus comme des happenings, des pièces artistiques éphémères, par exemple pour Kris Van Assche, Raf Simons, Jil Sander,,, Victoria Beckham, Dsquared2, Palm Angels, Acne Studios, Elsa Schiaparelli, Comme des Garçons,,, Azzedine Alaïa,, Kith ou encore Off-White.
Depuis 2013, il est entré dans le #BoF500 (la « bible » des 500 personnalités qui façonnent, influencent l’industrie mondiale de la mode, établie par les rédacteurs de The Business of Fashion et alimentée par les médias sociaux), en témoignage de sa contribution à l’univers de la mode.

#### Installations artistiques lumineuses
En 2000, Thierry Dreyfus réalise sa première pièce lumineuse pérenne, pour la Caisse des Dépôts et Consignations, à Paris, et une création temporaire pour la Biennale d’Art Contemporain de Lyon.

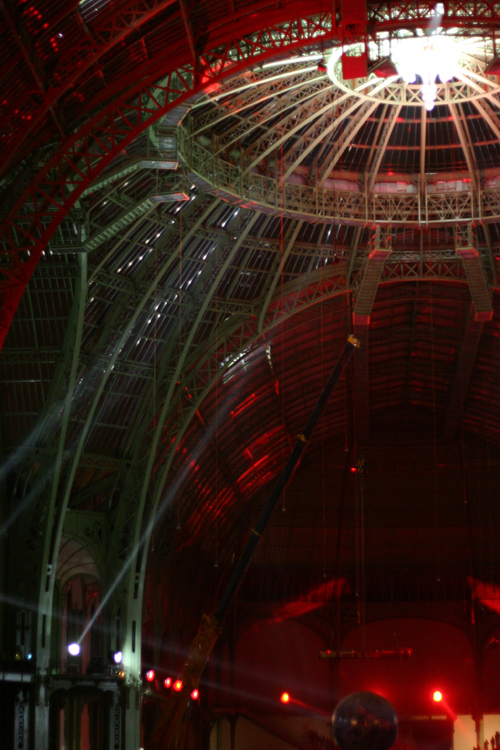
Installation artistique lumineuse "Ondes Visibles" par Thierry Dreyfus pour la Réouverture du Grand Palais, Paris (2005)

En 2005, il est le lauréat de l’appel d’offre international du Ministère de la Culture et de la Communication pour la réouverture du Grand Palais, à Paris. Il y produit une installation composée de lumière et de miroirs, « Ondes Visibles », mise en musique par Frédéric Sanchez, qui accueillera 500 000 visiteurs,,.
Il réalise ensuite des installations artistiques lumineuses diverses, pour les « Nuit Blanche » de Paris, avec une échelle de Jacob à la Bibliothèque Nationale de France – sur une musique de Henri Scars Struck et Placebo (2006), à la Cathédrale Notre-Dame de Paris (directeur artistique : Martin Bethenod), en 2010, et pour « Versailles off », dans le parc du Château de Versailles (curateur : Laurent Le Bon) : (Bassin du Dragon) en 2006 et (labyrinthes) en 2007,, à Londres, à la Fondation Louise Blouin (suspension) en 2009, pour la Carpenters Workshop Gallery (qui le représente à Design Miami / Art Basel,, à la Villa Noailles (faisceau de lumière pointant vers l'étoile polaire), ou à la Fondation Borusan à Istanbul (installation vidéo extérieure permanente) en 2013,.
En 2014, pour la soirée « Nuit de Chine », à l’occasion du 50e anniversaire de la relation diplomatique entre la Chine et la France, au Grand Palais, l’ex-Ministre de la Culture, Renaud Donnedieu de Vabres, lui confie la direction artistique, aux côtés de l’architecte Patrick Bouchain et de Chen Weyia, co-concepteur de la cérémonie d’ouverture des Jeux Olympiques de Pékin en 2008. Ils font appel à Bartabas, qui y inaugure l’année du Cheval avec un spectacle inédit dédié au premier Empereur de Chine,.
En 2015, il collabore avec les chorégraphes Sharon Eyal et Gai Behar (LEV Dance Company) pour la lumière et la dramaturgie de deux ballets : « Bedroom Folk » au Nederlands Dans Theater à La Haye et « OCD Love » au Banff Center for Arts and Creativity (Canada).
Pour l’exposition rétrospective de Comme des Garçons au Costume Center du Metropolitan Museum of Art de New-York (2017), la styliste Rei Kawakubo lui demande de créer une installation qu’il composera de 340 tubes fluorescents,,.
En 2025, il imagine la mise en lumière du nouveau ballet « Vers la Mort » de la chorégraphe Sharon Eyal, à l’Opéra Garnier, Paris,

#### Design
En parallèle de ses installations artistiques, il participe, à partir de 2006, à de nouveaux projets plus orientés vers le design.
Pour les espaces intérieurs, il dessine l’ambiance lumineuse du Silencio Club à Paris conçu par le réalisateur David Lynch (2011), une installation lumineuse permanente sur la façade du Metropol Palace, hôtel emblématique de Belgrade (2011), l’agencement intérieur et les lampes sur-mesure pour la boutique Pop-up de Robert Clergerie, à Paris (2012), ou de la boutique Versace, Paris (architecte : Jamie Fobert) (2013), une installation lumineuse pérenne pour NeueHouse à New-Tork (2013), une installation de miroirs et de vidéo dans l’entrée de l’Hôtel W à Istanbul (architecte : Mahmut Anlar) (2014), des installations artistiques lumineuses pérennes pour les concept stores Dover Street Market à Londres et Singapour de Comme des Garçons (2016 & 2017).
Il crée aussi des habillages extérieurs sur les façades des hôtels Le Méridien Starwood à San Francisco ou Shanghai (2006), celle du Chetrit Building, à New-York (2014 & 2016),.
En collaboration avec l’architecte Peter Marino, il imagine deux installations pérennes à l’hôtel « le Cheval Blanc » (au sein du bâtiment de La Samaritaine) à Paris, inauguré en 2021: une intérieure, dans les ascenseurs, la seconde sur la façade du bâtiment.

#### Lampes et mobilier
En 2003, il lance une collection de lampes, en éditions limitées, appelées « Eléments de Lumière », dont la première pièce sera exposée au concept store colette. S’ensuivent des créations régulières (dont du mobilier) en bois, marbre, céramique et béton (ou des matériaux plus inhabituels comme le sel). Certaines sont exposées aux Ateliers Courbet à New-York,, ou lors des salons Design Miami Basel,, à Euroluce au Salone del Mobile, et des Wallpaper* Handmade à Milan,, ou encore chez des collectionneurs.
Il collabore avec des éditeurs tels que Flos, Yota Design, Koleksiyon, avec la manufacture Nymphenburg ou, depuis 2023, avec DCW Editions pour des versions revisitées de ses lampes.
Sa lampe murale « Rupture », présentée à Euroluce en 2011 sur le stand de Flos, remporte un FX International Interior Design Award.

#### Photographie
Collectionneur d’appareils photographiques Hasselbald et Rolleiflex, Thierry Dreyfus utilise des pellicules argentiques, pour des tirages sans retouches.
Deux sélections de clichés, parmi des milliers pris tout au long de sa carrière, ont été éditées aux Editions Assouline (2005) et aux Editions du Regard (2013).
Il a aussi réalisé des « shooting photo » pour le catalogue de l’exposition du Musée des Arts Décoratifs, « Fashion Icons » à l’Art Gallery of South Australia à Adelaide (AGSA) (2014) (curatrice-en-chef : Pamela Goldin).
Plusieurs expositions ont présenté ses photographies : à la Galerie Claude Samuel, à Paris (2009), puis au Invisible Dog Art Center, à Brooklyn (2010), et lors du Festival Planches Contact de Deauville (curateur : Patrick Remy) (2014).
Depuis 2010, l’hôtel Royal Monceau rénové par Philippe Stark possède, dans sa collection, 35 de ses tirages argentiques « Neugamme » (curateur : Hervé Mikaeloff).

#### Interventions publiques
Il a participé aux Colloques Design BODW et Mode FAHK de Hong Kong (2017), au Brainstorm Design à Singapour, sur le thème « The Power of Light » (2018) organisé par Fortune et Wallpaper* et au Condenast Luxury Conference (2019).